# Inha Babakova
Inha Alvidovsina Babakova (Oekraïens: Інга Альвідосівна Бабакова, Russisch: И́нга Альвида́совна Баба́кова), geboren als Inha Butkus (Oekraïens: Інга Буткус) (Asjchabad, 26 juni 1967) is een voormalige hoogspringster, die de Sovjet-Unie vertegenwoordigde en later Oekraïne. Op 27 juni 2003 verbeterde ze met 2,01 m het wereldrecord bij de masters (ouder dan 35 jaar). Zij nam driemaal deel aan de Olympische Spelen en veroverde hierbij eenmaal een bronzen medaille.

## Biografie
Inha Babakowa is geboren in Turkmenistan, dat voorheen een onderdeel van de Sovjet-Unie was, als dochter van Litouwse ouders. Ze trouwde met Sergej Babakov en in 1990 werd ze moeder van een zoon. Eind jaren negentig werd haar tweede zoon geboren. Voor de geboorte van haar zoon had ze een persoonlijk record van 1,91. Daarna verbeterde ze dit naar 2,02.
Op de wereldkampioenschappen van 1991 in Tokio vertegenwoordigde Babakova de Sovjet-Unie en won een bronzen medaille met 1,96 achter de Duitse Heike Henkel (goud) en haar landgenote Jelena Jelesina (zilver). Vanaf 1993 kwam ze uit voor Oekraïne. Haar eerste medaille voor Oekraïne behaalde ze op de wereldindoorkampioenschappen van 1993. Met 2,00 werd ze derde achter Heike Henkel en de Bulgaarse hoogspringster Stefka Kostadinova.
Haar grootste prestatie leverde Inha Babakova in 1999, toen ze in het Spaanse Sevilla wereldkampioene hoogspringen werd. Ze versloeg met een sprong van 1,99 de Russinnen Jelena Jelesina (zilver) en Svetlana Lapina (brons). Ze was in het algemeen succesvol op de WK's. In 1991 en 1995 won ze brons en in 1997 behaalde ze een zilveren medaille achter de Noorse Hanne Haugland.
Op de Olympische Spelen van Atlanta in 1996 leverde Babakova haar beste olympische prestatie door brons te winnen. Het goud ging naar de Bulgaarse Stefka Kostadinova en het zilver naar de Griekse Niki Bakogianni. Vier jaar later behaalde ze op de Spelen van Sydney een vijfde plaats en op de Spelen van Athene in 2004 werd ze negende.
Inha Babakowa was aangesloten bij Nikolayev ZS.

## Titels
- Wereldkampioene hoogspringen - 1999
- Oekraïens kampioene hoogspringen - 1992

## Persoonlijke records
| Onderdeel              | Prestatie   | Datum             | Plaats  |
| ---------------------- | ----------- | ----------------- | ------- |
| hoogspringen (outdoor) | 2,05 m (NR) | 15 september 1995 | Tokio   |
| hoogspringen (indoor)  | 2,00 m      | 13 maart 1993     | Toronto |

## Palmares

### hoogspringen
Kampioenschappen
- 1991:  WK - 1,96 m
- 1993:  WK indoor - 2,00 m
- 1995:  WK - 1,99 m
- 1995:  Grand Prix Finale - 2,03 m
- 1996:  OS - 2,03 m
- 1997:  WK indoor - 2,00 m
- 1997:  WK - 1,96 m
- 1997:  Grand Prix Finale - 2,02 m
- 1999:  WK - 1,99 m
- 1999:  Grand Prix Finale - 1,96 m
- 2000: 5e OS - 1,96 m
- 2001:  WK indoor - 2,00 m
- 2001:  WK - 2,00 m
- 2001:  Grand Prix Finale - 1,96 m
- 2003: 8e WK indoor - 1,92 m
- 2003: 5e Wereldatletiekfinale - 1,96 m
- 2004: 9e OS - 1,93 m
- 2004: 4e Wereldatletiekfinale - 1,95 m

Golden League-podiumplaatsen
- 1999:  Meeting Gaz de France – 1,98 m
- 1999:  Herculis – 1,96 m
- 1999:  Weltklasse Zürich – 2,01 m
- 1999:  Memorial Van Damme – 1,95 m
- 1999:  ISTAF – 1,95 m
- 2000:  Golden Gala – 1,97 m
- 2001:  Bislett Games – 2,00 m
- 2001:  Memorial Van Damme – 1,94 m
- 2003:  Bislett Games – 2,01 m
- 2003:  Meeting Gaz de France – 1,97 m

1983 Tamara Bykova ·
1987 Stefka Kostadinova ·
1991 Heike Henkel ·
1993 Ioamnet Quintero ·
1995 Stefka Kostadinova ·
1997 Hanne Haugland ·
1999 Inha Babakova ·
2001 Hestrie Cloete ·
2003 Hestrie Cloete ·
2005 Kajsa Bergqvist ·
2007 Blanka Vlašić ·
2009 Blanka Vlašić ·
2011 Anna Tsjitsjerova ·
2013 Brigetta Barrett ·
2015 Maria Koetsjina ·
2017 Maria Lasitskene ·
2019 Maria Lasitskene ·
2022 Eleanor Patterson ·
2023 Jaroslava Mahoetsjich